# برشاوشان زغبي
برشاوشان زغبي (الاسم العلمي:Adiantum pubescens) هو نوع من النباتات يتبع جنس البرشاوشان من الفصيلة الديشارية.